# Форти (Ф1)
„Форти Корс“, или „Форти“, е италиански мотоспортен отбор, познат най-вече с кратко неуспешно участие във Формула 1 в средата на 1990-те години.
Създаден е през 1970-те години, участва в по-малките формули за 2 десетилетия. В този период отборът печели 4 титли при пилотите в Италианската Формула 3 през 1980-те години и състезания по време на тяхното участие във Формула 3000 от 1987 до 1994 г. От 1992 г. съсъздателят на тима Гуидо Форти развива връзка с бразилския бизнесмен Абилио дос Сантос Диниз, което дава шанс на сина му Педро Диниз за място в отбора и достатъчно висок бюджет за участие във Формула 1.
Форти участва във Формула 1 като конструктор през 1995, но техният първи болид – Форти FG01 - се оказа неконкурентоспосебен и отборът не записа нито една точка. Въпреки провала Форти се съгласява на 3-годишен договор за Диниз, който е нарушен след като Педро преминава в Лижие и повечето от спонсорските пари отиват при базирания във Франция отбор. Въпреки това Форти продъжлава да се състезава и създава подобрения и по-компетентен болид FG03 преди да банкрутира поради финансови проблеми в средата на сезона, след като сделка с мистериозен обект познат като Шанън Рейсинг се проваля. Отборът участва в 27 състезания без постигната точка, и е познат като един от последните истински частни отбори да се състезава в ера, където много големи отбори увеличават тяхното участие в спорта.

## Ранни години
Форти Корс е създаден от Италианския бизнесмен Гуидо Форти, който е бивш пилот и Паоло Гуерчи, инженер от късния етап от 70-те години и е с център Алесандрия в Северна Италия. То е регистриран като Società a Responsabilità Limitata или Дружество с ограничена възможност. Първоначално отбора се състезава в по-малките формули, като Формула Форд и Формула 3 в Италианските или Европейските версии. Отборът е добре снабден и скоро постига победи. Пилоти като Франко Форини, Енрико Бертагия, Емануеле Наспети и Джиани Морбидели (които се състезават във Формула 1 малко по-късно в техните кариери) печелят титлите в Италианската Формула 3 през 1985, 1987, 1988 и 1989 година. Също така Бертагия е победител и в престижната Макао Ф3 Гран При и Гран При на Монако Ф3 през 1988, и Морбидели в Купата на Европейската Формула 3. Тео Фаби и Оскар Лараури също са състезавали за тима в ранните си сезони, като Лараури печели Италианската Формула Форд 2000 през 1977 и по-късно се състезава в Аржентинската Формула 3 шампионат. Форти продължи да участва във Формула 3 до 1992 където отбора се фокусира най-вече в участието си във Формула 3000.

## Формула 3000
За сезон 1987, Форти се придвижва към Формула 3000 с малко посредствен успех отколкото участията във Формула 3. Главната причина за това е шасито, с което участват. Вместо да използват частните шасита от Лола, Марч или Ралт, които са конструирали болидите си за всички отбори, Форти избират шаситата на Джиан Паоло Далара, който създава своя първи за компанията Ф3000 болид. Форти е първият отбор, който използва болида на Далара, наименуван Далара 3087(шаси, което прави и своето единствено появяване във Формула 1 в ръцете на БМС Скудерия Италия след като техния болид за Ф1 не е готов за началото на сезон 1988). Комбинацията от неопитен отбор с нетестван болид е причина отборът да не постигне нито една точка в първия техен сезон във Ф3000. Това помага на отбора през 1988 да подобри формата си и помага на италианците в следващите сезони, сменяйки шаситата на Далара с тези на Лола и по-късно на Рейнард.